# کریستین نونان
کریستین نونان (انگلیسی: Christine Noonan؛ ۸ مارس ۱۹۴۵ – ۶ اوت ۲۰۰۳) بازیگر اهل بریتانیا بود. 
از فیلم‌ها یا برنامه‌های تلویزیونی که وی در آن نقش داشته‌است می‌توان به اگر....، ای مرد خوش‌شانس! و اوه! چه جنگ دلپذیری اشاره کرد.